# Municipio de Carryall
El municipio de Carryall (en inglés: Carryall Township) es un municipio ubicado en el condado de Paulding, Ohio, Estados Unidos. Según el censo de 2020 tiene una población de 3010 habitantes

## Geografía
El municipio de Carryall se encuentra ubicado en las coordenadas 41°12′39″N 84°44′19″O / 41.21083, -84.73861. Según la Oficina del Censo de los Estados Unidos, el municipio tiene una superficie total de 94 km², de la cual 92,7 km² corresponden a tierra firme y 1,3 km² es agua.

## Demografía
Según el censo de 2010, había 2980 personas residiendo en el municipio de Carryall. La densidad de población era de 31,72 hab./km². De los 2980 habitantes, el municipio de Carryall estaba compuesto por el 96,61 % blancos, el 0,54 % eran afroamericanos, el 0,1 % eran amerindios, el 0,17 % eran asiáticos, el 1,04 % eran de otras razas y el 1,54 % eran de una mezcla de razas. Del total de la población el 3,89 % eran hispanos o latinos de cualquier raza.